# نیواندیک
نیواندیک (به هلندی: Nieuwendijk) یک منطقهٔ مسکونی در هلند است که در کورن‌دیک واقع شده‌است. نیواندیک ۱٫۰۱ کیلومتر مربع مساحت و ۳۵۰ نفر جمعیت دارد.